# آرکادیوش نادر
آرکادیوش نادر (لهستانی: Arkadiusz Nader؛ زادهٔ ۸ فوریه ۱۹۶۳) بازیگر اهل لهستان است.
از فیلم‌ها یا مجموعه‌های تلویزیونی که وی در آن‌ها نقش داشته‌است، می‌توان به خانواده کوالسکی در برابر خانواده کوالسکی، مزرعه، رنگ‌های خوشبختی، کلبه جنگلی، پدر متیو، در خوشی و سختی، در خیابان سپولنی، خودِ زندگی، خانواده جایگزین و سال‌های شیرین اشاره نمود.